# Путна (Вранча)
Путна (рум. Putna) — село у повіті Вранча в Румунії. Входить до складу комуни Болотешть.
Село розташоване на відстані 172 км на північний схід від Бухареста, 15 км на північний захід від Фокшан, 84 км на північний захід від Галаца, 116 км на схід від Брашова.

## Населення
За даними перепису населення 2002 року у селі проживали 629 осіб, усі — румуни. Усі жителі села рідною мовою назвали румунську.